# The Understanding (album de Memphis Bleek)
Pour l'album de Röyksopp, voir The Understanding (album de Röyksopp).
Albums de Memphis Bleek
Coming of Age
(2000) M.A.D.E.
(2003)
Singles
1. My Mind Right
Sortie : 5 mars 2000
2. Is That Your Chick (The Lost Verses)
Sortie : 12 décembre 2000
3. Do My...
Sortie : 13 février 2001

The Understanding est le deuxième album studio de Memphis Bleek, sorti le 5 décembre 2000.
L'album s'est classé 1er au Top R&B/Hip-Hop Albums et 16e au Billboard 200 et a été certifié disque d'or par la Recording Industry Association of America (RIAA) le 8 janvier 2001.

## Liste des titres
| No  | Titre                                                                                                   | Contient un (des) sample(s) de                                                                          | Durée |
| --- | --- | --- | ----- |
| 1.  | Intro (U Know Bleek) (Produit par Just Blaze)                                                           | World Is a Madhouse de Silver Convention 4 Da Fam d'Amil featuring Beanie Sigel, Memphis Bleek et Jay-Z | 1:51  |
| 2.  | Do My... (featuring Jay-Z – Produit par A Kid Called Roots)                                             | Top Billin' d'Audio Two If You Believe in Having Sex de 2 Live Crew                                     | 3:39  |
| 3.  | I Get High (Produit par T.T.)                                                                           | Reina De La Noche de Ricardo Montaner                                                                   | 3:39  |
| 4.  | We Get Low (Produit par Just Blaze)                                                                     | | 3:09  |
| 5.  | Change Up (featuring Jay-Z et Beanie Sigel – Produit par Robert « Shim » Kirkland)                      | | 2:05  |
| 6.  | My Mind Right (Remix) (featuring Jay-Z, H Money Bags et Beanie Sigel – Produit par DJ Twinz)            | The Monk de Lalo Schifrin                                                                               | 4:05  |
| 7.  | Hustlers (featuring Beanie Sigel – Produit par Jose « Lace » Batiz)                                     | | 4:11  |
| 8.  | All Types of Shit (Produit par Eddie Scoresazy)                                                         | Lady Luck de Kenny Loggins                                                                              | 3:48  |
| 9.  | PYT (featuring Jay-Z et Amil – Produit par Robert « Shim » Kirkland)                                    | | 3:58  |
| 10. | Bounce Bitch (Produit par Lofey)                                                                        | | 3:33  |
| 11. | They'll Never Play Me (Produit par Just Blaze)                                                          | | 3:39  |
| 12. | Everyday (featuring Carl Thomas – Produit par Ez Elpee)                                                 | If That's the Way You Feel (Then Let's Fall in Love) de White Heat                                      | 4:12  |
| 13. | Is That Your Chick (The Lost Verses) (featuring Jay-Z, Twista et Missy Elliott – Produit par Timbaland) | Shut Up de Trick Daddy                                                                                  | 4:54  |
| 14. | In My Life (Produit par Duane « DaRock » Ramos)                                                         | I Want to Know What Love Is de Foreigner                                                                | 4:10  |